# Estepas De Monegrillo Y Pina
Estepas De Monegrillo Y Pina este o arie protejată (arie de protecție specială avifaunistică — SPA) din Spania întinsă pe o suprafață de 24.533,27 ha, integral pe uscat.

## Localizare
Centrul sitului Estepas De Monegrillo Y Pina este situat la coordonatele 41°33′49″N 0°26′19″W / 41.5636°N 0.438625°V.

## Înființare
Situl Estepas De Monegrillo Y Pina a fost declarat arie de protecție specială avifaunistică în noiembrie 1999 pentru a proteja 43 de specii de animale.

## Biodiversitate
Situată în ecoregiunea mediteraneană, aria protejată nu include niciun habitat protejat.
La baza desemnării sitului se află mai multe specii protejate de  păsări (43): ciocârlie-de-câmp (Alauda arvensis), fâsă-de-câmp (Anthus campestris), fâsă de luncă (Anthus pratensis), Aquila adalberti, acvilă de munte (Aquila chrysaetos), buha (Bubo bubo), pasărea ogorului (Burhinus oedicnemus), șorecarul comun (Buteo buteo), ciocârlie-cu-degete-scurte (Calandrella brachydactyla), Calandrella rufescens, sticlete (Carduelis carduelis), Chersophilus duponti, șerpar (Circaetus gallicus), erete vânăt (Circus cyaneus), porumbel de scorbură (Columba oenas), porumbel gulerat (Columba palumbus), dumbrăveancă (Coracias garrulus), prepeliță (Coturnix coturnix), șoim de iarnă (Falco columbarius), Falco naumanni, șoim călător (Falco peregrinus), șoimul rândunelelor (Falco subbuteo), vânturel roșu (Falco tinnunculus), Galerida theklae, acvilă pitică (Hieraaetus pennatus), Lanius excubitor meridionalis, ciocârlie de bărăgan (Melanocorypha calandra), prigoare (Merops apiaster), gaia neagră (Milvus migrans), codobatura galbenă (Motacilla flava), pietrar mediteranean (Oenanthe hispanica), Oenanthe leucura, pietrar sur (Oenanthe oenanthe), dropie (Otis tarda), codroș de munte (Phoenicurus ochruros), Pterocles alchata, Pterocles orientalis, Pyrrhocorax pyrrhocorax, turturică (Streptopelia turtur), Sylvia conspicillata, Sylvia hortensis, silvie de tufiș (Sylvia undata), spârcaci (Tetrax tetrax).
Pe lângă speciile protejate, pe teritoriul sitului au mai fost identificate 4 specii de plante, 1 specie de păsări, 3 specii de amfibieni, 2 specii de mamifere, 3 specii de reptile.